# لويتوما
لويتوما (بالفنلندية: Loituma) هي فرقة غناء فلكلورية فنلندية تأسست في سنة 1989 تتألف من 4 أعضاء وهم ساري كاورانين و أنيتا ليتولا تولين و تيمو فانانين و هاني ماري أوتيلي وسابقاً سانا كوركي سوريو وتيلو توركا، إشتهرت هذه الفرقة بغناء أغنية إيفا بولكا.

## روابط خارجية
- لويتوما على موقع ميوزك برينز (الإنجليزية)
- لويتوما على موقع أول ميوزيك (الإنجليزية)
- لويتوما على موقع ديسكوغز (الإنجليزية)